# Закон о проширењу граница Квебека, 1898.
Закон о проширењу граница Квебека, 1898. (енгл. Quebec Boundaries Extension Act, 1898) је био је акт канадског парламента који је проширио територију провинције Квебек. Северна граница покрајине била је постављена дуж источне обале Џејмсоновог залива до ушћа реке Истмејн, северно дуж реке, затим на исток до реке Хамилтон и низ реку до западне границе Лабрадора.
Први од два таква акта, други закон, усвојио је парламент 1912. године и под називом Закон о проширењу граница Квебека, 1912. Заједно, ова два проширења су више него утростручила величину провинције Квебек у односу на оно што је данас.